# Aeropuerto Nacional El Lencero
El Aeropuerto Nacional El Lencero Antonio Chedraui Caram o Aeropuerto Nacional de Xalapa (Código IATA: JAL - Código OACI: MMJA - Código DGAC: JAL), es un aeropuerto ubicado en la localidad de El Lencero municipio de Emiliano Zapata, Veracruz, México. Maneja el tráfico aéreo de la Zona Metropolitana de Xalapa y sus alrededores.

## Información
El Aeropuerto nacional de Xalapa está ubicado a seis millas al este de Xalapa, en el lado sur de la carretera Xalapa-Veracruz, y al noroeste de una laguneta. 
Cuatro millas al sur del aeropuerto está el cerro Chavarrillo, que tiene 4,000 pies de elevación. Los vientos dominantes son del E-SE durante todo el año. Los vientos fuertes son del norte durante la temporada de frentes polares (de octubre a mayo). Con frecuencia hay nieblas y techos bajos.
La única pista del aeropuerto es la 08-26, con 3,127 pies de elevación, pavimentada, 1,750 metros de longitud y 30 metros de ancho. Para aterrizar en la pista 08 hay que hacerlo con una pendiente de planeo ligeramente más pronunciada de lo normal, ya que el terreno asciende hacia el oeste (en las inmediaciones está aproximadamente a nivel con la pista hacia el sur y norte y desciende gradualmente hacia el este hasta llegar al nivel del mar a cuarenta millas).
La frecuencia del AFIS UNICOM es 123.3 MHz y se encuentra abierto a todas las operaciones del alba al ocaso.
Para 2016, Xalapa recibió a 3,708 pasajeros, mientras que para 2017 fueron 760 pasajeros, según datos publicados por la Agencia Federal de Aviación Civil.
El 18 de febrero de 2017 Aeromar suspendió las operaciones hacia la Ciudad de México, por lo que el aeropuerto se quedó sin vuelos comerciales.
En el Aeropuerto de Xalapa se encuentran basadas 30 aeronaves de las cuales 19 son de ala fija y 11 de ala rotativa.

## Trabajos de expansión y renovación
En 2013 el aeropuerto comenzó una renovación y ampliación que incluye la construcción de una nueva pista. Con una inversión cercana a los mil millones de pesos se ampliará el Aeropuerto “El Lencero”.

## Estadísticas

### Pasajeros
Sólo se muestra muestran vuelos comerciales regulares y vuelos de fletamento, no se incluyen vuelos militares ni de aviación general.
| Año  | Vuelos | Pasajeros | kg de carga | Año  | Vuelos | Pasajeros | kg de carga |
| 2002 | 673    | 9,262     | 34,149      | 2012 | 937    | 10,803    | 33,794      |
| 2003 | 690    | 9,433     | 29,972      | 2013 | 752    | 7,018     | 36,500      |
| 2004 | 867    | 10,721    | 51,479      | 2014 | 790    | 8,510     | 35,123      |
| 2005 | 1,116  | 13,509    | 39,681      | 2015 | 609    | 5,332     | 22,001      |
| 2006 | 1,181  | 13,326    | 40,033      | 2016 | 367    | 3,775     | 17,348      |
| 2007 | 692    | 12,769    | 32,135      | 2017 | 76     | 760       | 2,072       |
| 2008 | 694    | 13,930    | 33,200      | 2018 | 0      | 0         | 0           |
| 2009 | 1,009  | 10,257    | 29,904      | 2019 | 0      | 0         | 0           |
| 2010 | 963    | 9,132     | 26,577      | 2020 | 0      | 0         | 0           |
| 2011 | 975    | 11,428    | 27,156      | 2021 | 0      | 0         | 0           |
| ---- | ------ | --------- | ----------- | ---- | ------ | --------- | ----------- |

## Accidentes e incidentes
- El 7 de junio de 2013 una aeronave Cessna 182R Sklylane con matrícula N6241H se estrelló en el municipio de Xico mientras cubría su ruta entre el Aeropuerto de Lagos de Moreno y el Aeropuerto de Xalapa, matando al piloto y una pasajera y dejando herida a una pasajera menor de 1 año de edad.[8][9]

- El 18 de noviembre de 2013 una aeronave Cessna 414 con matrícula XB-NPH que había partido del Aeropuerto Internacional del Norte se estrelló en el municipio de Miahuatlán mientras cubría su ruta hacia el Aeropuerto de Xalapa, matando a sus dos ocupantes.[10]

- El 20 de mayo de 2015 una aeronave Cessna 206 con matrícula XB-IUZ, procedente de Tabasco, bloqueó carriles de la Carretera Federal Veracruz-Xalapa al intentar aterrizar de emergencia en el Lencero. El incidente ocurrió debido a que la aeronave tocó tierra antes de llegar a la pista. Las 2 personas a bordo resultaron levemente heridos.[11][12][13]

- El 16 de marzo de 2016 la aeronave Piper Seneca con matrícula XB-RAC procedente del Aeropuerto de Xalapa tuvo un fallo en el tren de aterrizaje, lo que provocó que aterrizara "de panza" en el Aeropuerto de Tuxpan, en la aeronave viajaban el líder de la Confederación Nacional Campesina "CNC" Rubén Cruz Sagastume; Carlos Hernández Garizurieta Secretario General de la sección 51 del Sindicato de Trabajadores Petroleros de la República Mexicana, el exalcalde del Tamiahua Gerardo Lara Careaga y la exagente del municipio de Alto Lucero Norma Cruz. Al lugar acudieron rápidamente elementos de marina para atender el siniestro. Ningún ocupante resultó lesionado.[14][15]

- El 21 de febrero del 2021 una aeronave Learjet 45 XR con matrícula 3912 operado por la Fuerza Aérea Mexicana que realizaba un vuelo de entrenamiento entre el Aeropuerto de la Ciudad de México y el Aeropuerto de Villahermosa con escala en el Aeropuerto de Xalapa, se estrelló cerca de este último al intentar despegar, incendiándose y matando a las 6 personas a bordo.[16][17][18]

- El 4 de octubre de 2023 una aeronave Learjet 45 con matrícula XA-JAO operada por AeroParadise que cubría un vuelo entre el Aeropuerto secundario de Tuxtla Gutiérrez y el Aeropuerto de Xalapa en el cual sufrió una excursión de pista al aterrizar, dejando daños sustanciales en la aeronave. Los 7 ocupantes sobrevivieron.[19][20]

## Aeropuertos cercanos
Los aeropuertos más cercanos son:
- Aeropuerto Internacional General Heriberto Jara (73 km)
- Aeropuerto Nacional Ingeniero Juan Antonio Perdomo Díaz (78 km)
- Aeropuerto Nacional de Tehuacán (126 km)
- Aeropuerto Nacional El Tajín (143 km)
- Aeropuerto Internacional de Puebla (168 km)
- Aeropuerto Internacional de la Ciudad de México (239 km)